# René Icher
Pour les articles homonymes, voir Icher.
Jules René Icher, dit René Icher, né le 14 décembre 1900 à Vabre-Tizac et mort le 20 novembre 1972 à Villefranche-de-Rouergue , est un homme politique français.

## Biographie
Fondateur d'une filature de laine à Villefranche-de-Rouergue en 1930, il s'engage dans les organismes professionnels, devenant en 1941 président du syndicat artisanal des filateurs et bonnetiers de l'Aveyron, et poursuit cet engagement après la libération : il est membre du comité interprofessionnel de la laine de 1945 à 1948, vice-président de la chambre des métiers de l'Aveyron en 1946, président de la caisse de retraite des artisans de l'Aveyron de 1952 à 1955.
Conseiller municipal de Laguépie de 1924 à 1935, il siège de 1945 à 1953 au conseil municipal de Villefranche-de-Rouergue.
En 1956, il mène la liste poujadiste dans l'Aveyron pour les élections législatives. Obtenant 16,6 % des voix, il est élu député.
Membre du groupe Union et fraternité française, il défend à l'assemblée les positions poujadistes : défense des contribuables, baisse des impôts et de la dépense publique, etc. De même, ses positions ne se démarquent pas de celle de son groupe pendant toute la législatures.
En 1958, il se présente aux législatives, avec l'étiquette du Centre républicain, mais n'obtient que 5,5 % des voix au premier tour.
Après cet échec, il abandonne la vie politique.

## Détail des fonctions et des mandats
Mandat parlementaire
- 2 janvier 1956 - 8 décembre 1958 : Député de l'Aveyron